# Kanton Vailly-sur-Sauldre
Kanton Vailly-sur-Sauldre (francouzsky Canton de Vailly-sur-Sauldre) je francouzský kanton v departementu Cher v regionu Centre-Val de Loire. Tvoří ho 11 obcí.

## Obce kantonu
- Assigny
- Barlieu
- Concressault
- Dampierre-en-Crot
- Jars
- Le Noyer
- Subligny
- Sury-ès-Bois
- Thou
- Vailly-sur-Sauldre
- Villegenon